# 에이리언 오브 더 딥
《에이리언 오브 더 딥》(Aliens Of The Deep)는 2005년에 개봉한 영화이다.

## 출연

### 주연
- 제임스 카메론
- 파멜라 콘라드
- 다나 피구에로아
- 로레타 히달고
- 마야 톨스토이